# بخش بیور فالز، شهرستان رنویل، مینه سوتا
بخش بیور فالز (به انگلیسی: Beaver Falls Township) یک منطقهٔ مسکونی در ایالات متحده آمریکا است که در شهرستان رنویل، مینه‌سوتا واقع شده‌است.
 بخش بیور فالز ۷۰٫۳ کیلومتر مربع مساحت و ۳۳۱ نفر جمعیت دارد و ۳۱۱ متر بالاتر از سطح دریا واقع شده‌است.